# U-240
U-240은 제2차 세계 대전에 사용된 나치 독일의 군용 잠수함으로, VIIC형 U보트였다. 1943년 2월 18일 진수되어 동년 4월 3일에 취역했으며, 1944년 5월 15일 이후로 행적이 확인되지 않고 있다.

## 같이 보기
- 독일 VII형 잠수함